# Oblast Ob-Irtysch
Die Oblast Ob-Irtysch (russisch О́бско-Ирты́шская о́бласть Obsko-Irtyschskaja Oblast) war eine kurzlebige Verwaltungseinheit der Sowjetunion. Die Oblast bestand im Jahr 1934 innerhalb der Russischen Sozialistischen Föderativen Sowjetrepublik.

## Geschichte
Die Oblast Ob-Irtysch wurde zum 17. Januar 1934 aus einem Teil der aufgelösten Oblast Ural gegründet. Zur Oblast gehörten auch der Nationale Kreis der Ostjaken und Wogulen und der Nationale Kreis der Jamal-Nenzen. Bereits zum 7. Dezember 1934 ging die Oblast in der neuen Oblast Omsk auf.
Das Verwaltungszentrum der Oblast war Tjumen.